# Konzentration des Maßes
Unter der Konzentration des Maßes versteht man ein mathematisches Phänomen aus der Maßtheorie, welches an vielen Stellen in der Stochastik auftritt, aber auch in anderen Gebieten wie der Funktionalanalysis und der Kombinatorik.
Wesentliche Arbeit zur Konzentration des Maßes stammt aus den 1970ern von Vitali Milman aus dem Studium der asymptotischen Geometrie von Banachräumen, welcher die Vorarbeit von Paul Lévy weiterführte.
Anschaulich kann man die Konzentration des Maßes in der Stochastik als den Effekt interpretieren, dass Funktionen mit vielen kleinen lokalen Fluktuationen sich mit großer Wahrscheinlichkeit wie Konstanten verhalten.

## Lévys isoperimetrische Ungleichung
Die isoperimetrische Ungleichung auf der Sphäre stammt von Lévy.
Wir betrachten den Raum {\displaystyle (\mathbb {R} ^{n},\|\cdot \|,\mu )} wobei {\displaystyle \|\cdot \|} die euklidische Norm und {\displaystyle \mu } das sphärische Wahrscheinlichkeitsmaß auf {\displaystyle \mathbb {R} ^{n}} bezeichnet. Dieses ist normiert und  rotations-invariant auf {\displaystyle \mathbb {S} ^{n-1}:=\{x\in \mathbb {R} ^{n}:\|x\|=1\}}, das bedeutet {\displaystyle \mu (\mathbb {S} ^{n-1})=1} und für ein {\displaystyle A\subseteq \mathbb {S} ^{n-1}} und eine Rotation {\displaystyle T} gilt {\displaystyle \mu (TA)=\mu (A)}. 
Sei nun {\displaystyle A\subset \mathbb {S} ^{n-1}}, definiere die geodäsische Distanz {\displaystyle \operatorname {d} (x,A)=\inf \limits _{y\in A}\operatorname {d} (x,y)} und mit {\displaystyle A_{\delta }} bezeichnen wir das {\displaystyle \delta }-Verfetten der Menge {\displaystyle A}
{\displaystyle A_{\delta }:=\{x\in \mathbb {R} ^{n}:\operatorname {d} (x,A)<\delta \}}.
Mit {\displaystyle B} bezeichnen wir das Kugelsegment {\displaystyle B:=\left\{x\in \mathbb {S} ^{n-1}|\operatorname {d} (x,x_{0})\leq p\right\}} um einen Punkt {\displaystyle x_{0}} für ein passendes {\displaystyle p}, so dass {\displaystyle \mu (A)=\mu (B)}. Dann gilt für {\displaystyle t>0}
{\displaystyle \mu (A_{t})\geq \mu (B_{t})}.
Nehme nun an, dass {\displaystyle \mu (A)=1/2} dann gilt
{\displaystyle \mu (A_{t})\geq \mu (B_{t})=1-\int _{t}^{\tfrac {\pi }{2}}\cdots \mathrm {d} \theta \geq 1-{\tfrac {1}{2}}e^{-(n-1){\tfrac {t^{2}}{2}}}=1-Ce^{-c(n-1)t^{2}}}
und somit verkleinert sich das Maß der Komplementärmenge {\displaystyle A_{t}^{c}} exponentiell bei Wachstum des {\displaystyle t}, sobald {\displaystyle \mu (A)=1/2} erreicht hat
{\displaystyle \mu (A_{t}^{c})\leq Ce^{-c(n-1)t^{2}}}.
Es kommt zur Konzentration des Maßes auf der Sphäre.
Vitali Milman nützte dieses Resultat in seinem Beweis des Satzes von Dvoretzky.

## Konzentration des Maßes
Sei {\displaystyle (M_{n},d_{n},\mu _{n})} ein Familie metrischer Wahrscheinlichkeitsräume. Definiere die Konzentrationsraten
{\displaystyle \alpha _{n}(t):=\sup \limits _{A\subset M_{n}:\mu _{n}(A)\geq 1/2}\mu _{n}(d_{n}(M_{n},A)\geq t)=\sup \limits _{A\subset M_{n}:\mu _{n}(A)\geq 1/2}\mu _{n}(A_{t}^{c})}
wobei {\displaystyle A_{t}} das {\displaystyle t}-Verfetten bezeichnet.
Dann wird {\displaystyle (M_{n},d_{n},\mu _{n})} Lévy-Familie genannt, falls {\displaystyle \forall t>0}
{\displaystyle \alpha _{n}(t)\to 0\ {\text{wenn }}n\to \infty }
und normale Lévy-Familie, falls {\displaystyle \forall t>0} und {\displaystyle n\geq 1} (oder {\displaystyle n} groß genug)
{\displaystyle \alpha _{n}(t)\leq Ce^{-cnt^{2}}}
für zwei Konstanten {\displaystyle c,C>0}.